# Guadalbarcar
El río Guadalbarcar es un río del sur de España perteneciente a la cuenca hidrográfica del Guadalquivir que transcurre por la provincia de Sevilla. 

## Curso
Nace en el término municipal de Constantina, en Sierra Morena, a una cota de 550 m s. n. m. Desciende a lo largo de unos 44 km en dirección norte-sur a través de los términos municipales de Constantina y La Puebla de los Infantes hasta su desembocadura en la margen derecha del río Guadalquivir cerca de la población de Lora del Río, a una altitud de unos 40 m s. n. m.

## Cuenca
La cuenca del río Guadalbarcar abarca una superficie de 285 km² situada sobre materiales paleozoicos. Sus aguas están reguladas por el embalse de José Torán que fue construido entre 1983 y 1991 y así llamado en honor al ingeniero de caminos José Torán Peláez.